# Nicolaj Esmark Øllgaard
Nicolaj Esmark Øllgaard (5. oktober 1775 på Sneumgård ved Tjæreborg – 4. marts 1863 i Viborg) var biskop over Viborg Stift fra 1830 til 1854.
N.E. Øllgaard blev cand.theol. i 1796 og præst i 1801. Fra 1811 til 1824 var han amtsprovst i Frederiksborg Amt og samtidigt præst ved Asminderød Kirke og Fredensborg Slotskirke. I de følgende år var han sognepræst ved Trinitatis Kirke i København.
I 1830-1854 var han biskop i Viborg. I 1832 blev han én af de oplyste mænd, der skulle udarbejde den endelige anordning om stænderforsamlingerne i Roskilde og Viborg. Han var selv medlem af Den nørrejyske Stænderforsamling fra 1836 til 1842.
I 1811 giftede N.E. Øllgaard sig med enken Juliane Marie Charlotte Louise Frederikke Hansen (født Bie) (1778-1858). Juliane Bie var datter af den dansk-norske forfatter Jacob Christian Bie.
Han blev Ridder af Dannebrog 1828, Dannebrogsmand 1835, Kommandør 1836 og fik rang i 2. klasse nr. 10 i 1851. Øllgaard er begravet på Viborg Kirkegård.
Der findes en blyantstegning af J.V. Gertner fra 1840 (Frederiksborgmuseet) og han er tillige portrætteret på nogle tegninger af samme (Rosenborg Slot) af Christian VIII's og Caroline Amalies kroning. Litografi fra Em. Bærentzen & Co. 1845 efter tegning af Niels Rademacher.

## Galleri
- Øllgaards gravsted på Viborg Kirkegård.